# تیک (فیلم)
تیک فیلمی به کارگردانی اسماعیل فلاح‌پور و نویسندگی فریدون فرهودی محصول سال ۱۳۸۰ است.

## بازیگران
- ابوالفضل پورعرب
- هیلا اکرانی
- رؤیا تیموریان
- مهتاج نجومی
- عباس امیری مقدم
- رضا سعیدی
- زهرا سعیدی
- محمد ابهری
- رضا توکلی
- شهروز ابراهیمی
- الهام حمیدی
- تورج فرامرزیان
- ابراهیم تفرشی
- خسرو خانمحمدی
- نسرین خسروان اصفهانی
- محمدحسین زوارگلایه
- محمود بنفشه‌خواه
- انوشیروان نعیمی
- آزاده خورشیددوست
- سعیده عرب
- علیرضا احمدی‌کیا
- رضا توکلی‌مقدم
- علیرضا صداقت
- زوبین بهاری‌فر
- فریده امینی
- علی قهرمانی
- محمد ودوایی
- فهیمه پژمان‌یار
- مریم قربانی
- زهرا نعمتی
- الهام سیف‌الهی
- بابک نانگلی
- سیدمحمد حسینی
- محمدرضا مؤمنی
- شبنم شعاریان
- محسن میرزایی
- سعید مظاهری
- علی جوهری
- حامد دولت‌آبادی
- سیاوش فلاح‌پور